# Laryngit
Laryngit är en inflammation i struphuvudet (larynx). Inflammationen orsakas ofta av virus, via en övre luftvägsinfektion, men kan även orsakas av allergier, halsbränna eller långvarig hosta. Akut laryngit är vanligast förekommande i åldrarna 15-45 år.
Hos barn mellan 6 månader och 5 år kan svullna slemhinnor under stämbanden orsaka laryngit. Barn under 6 månader kan ha kärlring eller trakeomalaci (ovanligt mjuk luftstrupe och övre luftvägar) som orsak till laryngit. Omkring 10 procent av alla barn får någon gång laryngit. Pojkar får det oftare än flickor.
Möjliga symtom är skrällhosta, heshet, inspiratorisk stridor, feber, mindre allmänpåverkan, och/eller lufthunger/dyspné.
Laryngit går vanligtvis över av sig självt. Behandlingen består därför framförallt av egenvård (röstvila, liggande ställning, sval luft, ångandning, etc.) och eventuellt läkemedel för att lindra smärta/hosta.
Differentialdiagnoser (sjukdomar med liknande symtom) är falsk krupp, epiglottit, främmande kropp och strupcancer.